# 克列特尼亚区
克列特尼亚区（俄语：Клетнянский район）是俄罗斯联邦布良斯克州下辖的一个区，其行政中心为克列特尼亚。据2016年统计，该区的人口为18960人。